# Logania stenophylla
Logania stenophylla är en tvåhjärtbladig växtart som beskrevs av Ferdinand von Mueller. Logania stenophylla ingår i släktet Logania och familjen Loganiaceae. Inga underarter finns listade i Catalogue of Life.